# Aphanogmus radialis
Aphanogmus radialis är en stekelart som beskrevs av Jean-Jacques Kieffer 1907. Aphanogmus radialis ingår i släktet Aphanogmus och familjen pysslingsteklar. Inga underarter finns listade i Catalogue of Life.